# Cornersville
Cornersville é uma cidade  localizada no estado norte-americano de Tennessee, no Condado de Marshall.

## Demografia
Segundo o censo norte-americano de 2000, a sua população era de 962 habitantes.
Em 2006, foi estimada uma população de 950, um decréscimo de 12 (-1.2%).

## Geografia
De acordo com o United States Census Bureau tem uma área de
4,9 km², dos quais 4,9 km² cobertos por terra e 0,0 km² cobertos por água. Cornersville localiza-se a aproximadamente 260 m acima do nível do mar.

## Localidades na vizinhança
O diagrama seguinte representa as localidades num raio de 36 km ao redor de Cornersville.